# Whamb
Whamb est un lecteur audio numérique pour Mac OS X. Il supporte les CD audio, les fichiers MP3 et Ogg Vorbis ainsi que les streams (« flux ») Internet.
Whamb est le premier à tirer parti de la technologie Bonjour d'Apple (implémentation du standard Zeroconf) pour offrir la possibilité de partager vos playlists et morceaux sur votre réseau local sans aucune configuration.
L'idée première de Whamb fut de proposer un lecteur MP3/OGG léger et rapide, seulement pour Mac OS X. Après la perte de quelques lecteurs tournant sous Mac OS 9.x, l'utilisateur, n'avait pas beaucoup de choix en passant sur Mac OS X. Whamb n'est pas porté de Classic/OS 9, mais est construit et pensé pour Mac OS X, d'ailleurs il ne peut pas tourner sous Classic. Whamb tire parti des nouvelles technologies de Mac OS X comme CoreAudio, CoreGraphics (« Quartz »), les threads (processus légers) natif Mach, et de quelques optimisations pour G4 (Altivec).
Toutefois, la dernière version de ce programme (1.2) date de mai 2003 et rien ne semble indiquer la sortie prochaine d'une nouvelle mouture. Il est considéré comme instable sous tout système ultérieur à OS 10.2.

## Caractéristiques
Whamb est d'une parfaite simplicité d'utilisation: il sait gérer des playlists aussi facilement que des dossiers sur le Finder, et peut même garder vos fichiers synchronisés avec le Finder (en effet, si vous ajoutez ou retirez des fichiers audio à l'aide du Finder, les playlists de Whamb seront automatiquement mises à jour), c'est une caractéristique inédite.
Whamb utilise directement CoreAudio pour jouer les morceaux, une des meilleures nouvelles technologies ajoutées à Mac OS X. Notez qu'habituellement, cette technologie est uniquement utilisée dans les logiciels audio professionnels.
La fenêtre du lecteur Whamb est entièrement personnalisable au niveau de l'apparence (on dit « skinnable »), et plusieurs skins (ou thèmes) sont fournies par défaut avec le logiciel. D'autres skins sont ou seront disponibles sur ce même site web. Également, Whamb utilise « Quartz » (nom de code pour CoreGraphics), une nouvelle technologie de Mac OS X, pour générer et gérer le graphisme, et utilise les évènements Carbon, très performants car bas niveau, pour gérer l'interaction avec l'utilisateur.
Malgré toutes ces caractéristiques, un lecteur audio (qui tourne souvent en arrière-plan) ne devrait pas prendre beaucoup de ressources/temps processeur. Le décodage de l'audio est optimisé pour les processeurs PowerPC et utilise quelques optimisations Altivec sur le PowerPC G4.
Dans le cas où vous utilisez Whamb sur un Mac qui charge beaucoup (« load » élevé, c'est-à-dire qu'il fait beaucoup de choses simultanément), avec l'aide des puissants threads mach de Darwin (la partie UNIX de Mac OS X), le lecteur peut, en option, décoder en temps réel, ce qui lui permet de se décharger des contraintes de temps et ainsi rien ne sera capable de le perturber et couper ou faire sauter la musique.